# Clams Casino
Майкл Томас Волп (англ. Michael Thomas Volpe), відомий як Clams Casino — американський продюсер і автор пісень. Він продюсував треки для таких виконавців, як ASAP Rocky, Lil B, Vince Staples, Joji, The Weeknd і Мак Міллер, а також реміксував роботи Big K.R.I.T., Washed Out і Лани Дель Рей.

## Кар'єра
Волп почав займатися музикою, граючи на клавішних, коли був учнем Nutley High School.
Офіційний дебютний мініальбом Волпа «Rainforest» вийшов на лейблі Tri Angle Records у 2011 році. Мікстейп «Instrumentals» вийшов 7 березня 2011 року, після чого 5 червня 2012 року вийшов «Instrumentals 2», а 18 грудня 2013 — «Instrumentals 3». Мікстейпи розповсюджувалися безкоштовно через його веб-сайт.
15 липня 2016 Clams Casino випустив свій дебютний студійний альбом «32 Levels» на лейблі Columbia Records. Він продовжив його мікстейпом «Instrumentals 4», який випустив у 2017 році.
У квітні 2020 року Clams Casino дозволили використовувати семпл Imogen Heap для інструментальної композиції «I'm God», яка вперше з'явилася на альбомі Lil B «6 Kiss» 2009 року. Пісня залишається його найпопулярнішою, з понад 25 мільйонами переглядів на YouTube.

## Музичний стиль
Музику Волпа описують як таку, що «поєднує традиційні хіп-хоп барабани, чутливе вухо до нестандартних мелодій і передозування дивно зворушливої атмосфери».

## Дискографія

### Студійні альбоми
- 2016 — 32 Levels
- 2019 — Moon Trip Radio

### Мініальбоми
- 2011 — Rainforest
- 2018 — Spider Web (з Wicca Phase Springs Eternal і Fish Narc)

### Мікстейпи
- 2011 — Instrumentals
- 2012 — Instrumentals 2
- 2013 — Instrumentals 3
- 2017 — Instrumentals 4
- 2021 — Winter Flower

### Збірки
- 2020 — Instrumental Relics